# Gymnosoma brachypeltae
Gymnosoma brachypeltae är en tvåvingeart som beskrevs av Dupuis 1961. Gymnosoma brachypeltae ingår i släktet Gymnosoma och familjen parasitflugor. Inga underarter finns listade i Catalogue of Life.